# Registrador de dominis
Un registrador de dominis és una empresa que gestiona la reserva de noms de domini d'Internet.

## Procediment per crear i eliminar un domini

### Com crear un domini
- PAS 1: Obrim un Windows Server 2008 i anem a inici, busquem el cmd i un cop obert posem la comanda dcpromo.
- PAS 2: Un cop executat la comanda dcpromo se'ns obrira un assistent per la instal·lació dels Serveis de domini de Active Directory.
- PAS 3: Després d'haver obert l'assistent seleccionem la instal·lació en mode avançat, posem següent, un altre cop següent i arribarem a la pantalla on ens demana que volem crear. Nosaltres crearem “un domini nou en un bosc nou” i polsem següent i ens apareixerà una pantalla demana el FQDN i posarem el nom “Nom de domini+XXX .local"(Exemple: Maça-EPB.local) i polsem següent.
- PAS 4: Un cop donat següent ens sortira un cartell posant que està comprovant si el nou nom de bosc ja està fet servir. Després quant hagi comprovat que el nom no està utilitzat ens demana el nom de la NetBIOS i deixem el nom predeterminat, i donem a següent.
- PAS 5: Seleccionem el Sistema de nivell funcional del bosc(Windows 2008) i posem següent. Un cop donat següent ens sortirà la mateixa pantalla que està comprovant. Un cop ja ha comprovat el sistema ens demana opcions addicionals com afegir el DNS. L'afegim i ens sortira una alerta, li donem que si.
- PAS 6: Ens demana una contrasenya per l'administrador del directori, seleccionem una qualsevol i posem següent, i sortira una pantalla posant el resum de totes les opcions triades, donem següent i un cop donant següent sortirà un assistent que està acabant d'instal·lar les opcions i ja el tindrem instal·lat.

### Com eliminar un domini
- PAS 1: Vas a inici, busques cmd, l'obres i poses la comanda DCPROMO i veuràs que s'obra l'Assistent per la instal·lació dels Serveis de domini d'Active Directory.
- PAS 2: Posem següent, i ens sortira una pantalla dient eliminar domini. Seleccionem l'opció “eliminar el domini perquè aquest servidor és l'últim controlador de domini al domini” i posem següent.
- PAS 3: Després de fer el pas 2, se'ns obrirà una altra pantalla posant les particions del directori d'aplicacions, donem següent i s'obre una altra pantalla semblant a la del pas 2 però dient eliminar particions.
- PAS 4: Després de fer el pas 3 ens sortira demanant la contrasenya d'Administrador que vam posar a la instal·lació. La posem i seleccionem següent. Sortira un altre cop la pantalla de resum, posem següent sortirà la pantalla dient que està preparant el servei de directori per descens i ja estarà esborrat.